# Kokoda Track

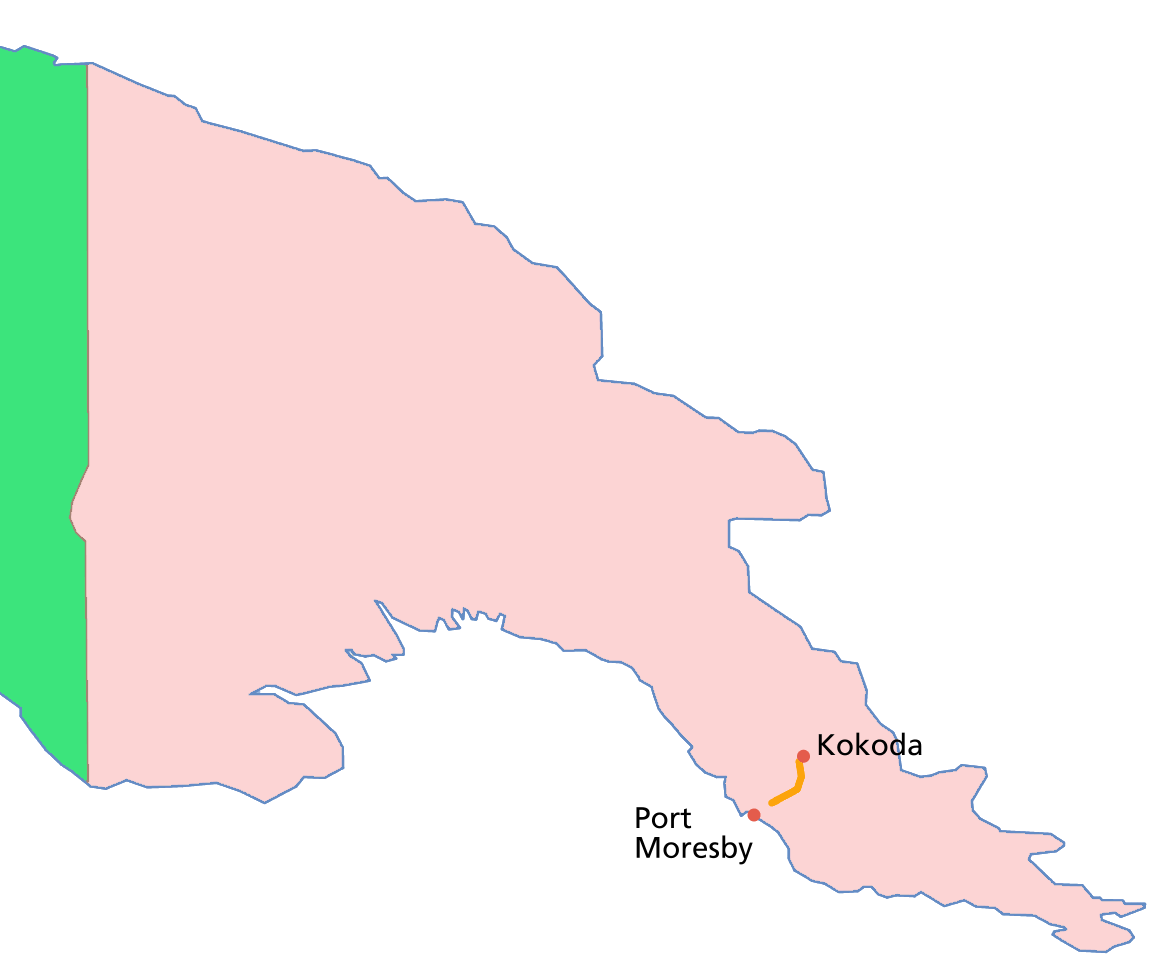
Carte du Kokoda Track.

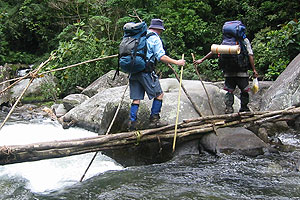
La traversée de l'Eora Creek sur la Kakadu Track.

La Kokoda Track (la « piste de Kokoda ») est un étroit sentier de randonnée long de 96 kilomètres (60 miles) — dont 60 kilomètres (37 miles) en ligne droite — à travers la jungle et les montagnes de la chaîne Owen Stanley en Papouasie-Nouvelle-Guinée (PNG). C'est la piste la plus connue du pays et elle fut le théâtre de la campagne de la piste de Kokoda pendant la Seconde Guerre mondiale où se sont opposées les forces japonaises et australiennes en 1942. 
La piste, uniquement praticable à pied, commence, ou finit, à Ower's Corner dans la province du Centre, à 50 kilomètres (31 miles) à l'est de Port Moresby, puis traverse des zones accidentées et isolées de toute population pour arriver au village de Kokoda dans la province de Oro. Le point culminant du parcours est à 2 190 mètres au passage à proximité du Mont Bellamy.
Les marcheurs qui empruntent le circuit sont confrontés à des journées chaudes, des nuits froides, des pluies torrentielles et aux risques de maladies tropicales endémiques telles que le paludisme. Malgré tous ces risques, c'est une randonnée populaire qui prend entre cinq et douze jours (en fonction de la condition physique du participant). Les habitants du pays font le trajet en trois jours.

## Voir également
Campagne de la piste Kokoda